# Elachista eskoi
Elachista eskoi is een vlinder uit de familie grasmineermotten (Elachistidae). De wetenschappelijke naam is voor het eerst geldig gepubliceerd in 1985 door Kyrki & Karvonen.
De soort komt voor in Europa.